# Татартубское сражение
Татартубское сражение — сражение между русским отрядом полковника Нагеля и войском шейха Мансура, произошедшее с 30 октября по 2 ноября 1785 года близ татартупских развалин, недалеко от нынешнего осетинского села Эльхотово. По причине своих беспорядочных действий горцы потерпели поражение и были вынуждены отступить в свои владения.

## Предыстория
После новой неудачи под Кизляром, отраженное от Кизляра скопище, переночевав на речке, известной под именем Нового Терека, в двадцати верстах от Кизляра, чуть свет 22-го августа поднялось всем своим станом, и разделившись на три части, разошлось в разные стороны: одна часть двинулась по дороге, пролегавшей по морскому берегу, — другая к кумыкскому селению Эндери, и наконец, третья — в чеченские селения.
Неудача под Кизляром сильно подействовала на сообщников Мансура, теперь ясно видевших, что предсказания его не сбываются и его последователи терпят лишь одни неудачи. Чеченцы решились оставить своего имама, который принужден был покинуть родину и скрыться в кумыкских селениях. Шейх Мансур, найдя себе приют в селении Эндери, не терял еще надежды, и находил себе новых сторонников. Жители селений Казаниш, Губдень, Хунзаха, Эрпели, Карабудагкента, Каякента и пр. партиями и по одиночке стекались к имаму; некоторые кумыкские князья также приняли его сторону и выдали аманатов, но считали своею обязанностью уверить русское начальство, что, будучи сами искренно преданы России, не могут справиться со своими подвластными, которые, не смотря на запрещение, уходят к Шейху Мансуру.  П. С. Потемкин, возвращаясь из Петербурга на Кавказскую линию, прибыл в Георгиевск 30-го сентября. Он заметил, что вся граница, начиная от Каспийского до Черного моря, была одинаково подвержена нападениям. «Обстоятельства здешние в крайнем замешательстве, доносил он; Шейх Мансур собирается напасть на Кизляр и на все наши селения. Все кумыки, чеченцы и прочие горцы, даже часть дагестанцев, стекаются к нему для нападения на наши пределы».
К этому местечку подходило до тысячи человек чеченцев, покушавшихся переправиться через реку Терек; другая такая же партия появилась у Моздока, но была прогнана.
Находившиеся на линии кавалерийские полки были в плохом состоянии: при некомплекте в людях они имели еще более недостатка в лошадях, в разное время отогнанных горцами и не пополненных. Пехотные полки были разбросаны по всей линии небольшими частями, и потому, чтобы собрать сколько-нибудь значительный отряд для наказания волнующихся, требовалось довольно значительное время. Все это заставило генерал-поручика П. С. Потемкина стянуть войска к главнейшим пунктам и образовать три самостоятельные отряда: первый против кумыков, чеченцев и дагестанцев, второй против Большой и Малой Кабарды и, наконец, третий против закубанцев.
Костюковцы, на приглашение Шейха Мансура, отказались к нему присоединиться, а чеченцы, которых он ожидал, призывали его к себе. Они говорили, что Кизляр хорошо укреплен и имеет довольно войск для своей защиты, селения же по реке Тереку защищены слабо, что нападение на эти селения обещает больший успех, чем нападение на Кизляр. Мансур готов был исполнить просьбу своих соотечественников, но удержан был дагестанцами., составлявшими большинство его ополчения.
— Река Терек, говорили дагестанцы, — вверху гораздо глубже и быстрее; идти нам в чеченские селения далеко, да мы не имеем и провианта. Мы готовы следовать к Кизляру, но в чеченские селения не пойдем и разойдемся по домам.
Опасаясь лишиться последних средств, Шейх-Мансур должен был уступить желанию дагестанцев.
Между тем Мансур, оставив свое ополчение у Брагунского леса, отправился в селение Алды, чтоб уговорить чеченцев присоединиться к нему. Собрав с разных мест до 6,000 человек, имам около одиннадцати часов утра, 22-го октября, переправился через реку Сунжу и потянулся вверх по реке Тереку с намерением соединиться с кабардинцами и действовать заодно с ними.
Имея приказ действовать наступательно, полковник Нагель собрал в Моздоке отряд, в который вошли: второй Московский полк, гренадерский батальон из рот Кабардинского и Селенгинского полков, два эскадрона Астраханского драгунского полка, Моздокский казачий полк, 150 человек Гребенских и Семейных казаков и 150 человек Донских казаков. Желая воспрепятствовать соединению Шейха Мансура с кабардинцами, Нагель торопился выступить из Моздока и едва только стал подниматься на первые гребни гор, как встретил уже противника, занявшего весь лес и ущелья между Григориополисом и Малою Кабардой. По мере приближения русских войск, горцы зажигали все опустевшие селения Малой Кабарды и постепенно окружали отряд полковника Нагеля. Русские войска видели, как отдельные группы всадников, скрывая главные свои силы, вертелись пред ними не смея приблизиться. Горцы думали заманить русские войска в лес и ущелья, но видя, что этого не происходит, с рассветом 30-го октября атаковали отряд полковника Нагеля с разных сторон. Отбитые горцы засели в ущельях и открыли живой огонь по русским войскам. Полковник Нагель вызвал охотников, и подкрепив их Гребенскими казаками и гренадерскими ротами Московского и Кабардинского полков, приказал выгнать неприятеля из закрытий. После пятичасового самого ожесточенного штыкового боя, горцы принуждены были отступить и скрылись в лесу, оставив на поле сражения много убитых и раненых.
Насчитывая в своих рядах до двадцати тысяч человек, Мансур решился повторить атаку, надеясь, что второе нападение будет удачнее первого. Он отправил к кабардинцам их соотечественника князя Дола с объявлением, что не придет в Кабарду, будто бы потому, что намерен уничтожить отряд полковника Нагеля, который окружен им со всех сторон. На самом же деле, он отложил намерение идти на соединение с кабардинцами оттого, что получил известие о переправе через реку Малку части отряда генерала Потемкина, который приступил к этому с намерением отвлечь внимание кабардинцев и не дозволить им соединиться с Шейхом Мансуром. Последний поручил князю Долу пригласить кабардинцев к нему на помощь и уверить их, что он или разобьет отряд полковника Нагеля, или, отведя воду, принудит его к сдаче. Действительно, горцы заставили Нагеля переменить место лагеря и придвинуться к местечку, известному под именем Татартупа.

## Ход сражения
Около семи часов утра 2-го ноября, Шейх Мансур вторично атаковал полковника Нагеля всеми своими силами. Подкрепленное прибытием владельцев Большой и Малой Кабарды с их сообщниками, отряды Шейха Мансура наступали одновременно с разных сторон: справа действовали лучшие кабардинские наездники под руководством князя Дола, с тылу — кумыки под начальством самого Мансура, слева — тавлинцы и, наконец, с фронта — отряды, состоящие из чеченцев и прочих малых племен. 
В это время Мансур, ободряя кумыков, сам бросился в атаку. Кумыки наступали под прикрытием 50 щитов, сделанных горцами в защиту от огня вражеской артиллерии. Сколоченные из двух рядов бревен, с насыпанною между ними землей, щиты эти имели по два колеса и катились довольно легко и свободно. Нагель встретил наступавших штыками, овладел щитами и рассеял наступающих. Горцы искали спасения в бегстве и сам Мансур был одним из первых, оставивших поле сражения.

## Последствия
Рассеянные в разные стороны, горцы находились в самом печальном положении. Кумыки, как ближние, вернулись в свои дома, а дагестанцы, не имея пропитания, скитались по деревням, прося милостыни. Многие из них отдавали за бесценок лошадей, оружие и даже платье, чтобы получить за них небольшой кусок хлеба. Жители селений, расположенных по реке Сунже, пользовались этим, обирали скитальцев, захватывали их в плен и отвозили на продажу.  (По другим источникам: деморализация в разбитых шайках пророка после этого боя была до того велика, что горцы восстали друг против друга. Лезгины резали чеченцев, чеченцы хватали лезгин и, как рабов, продавали в Турцию).
Шейх-Мансур ушел за Кубань и там искал покровительства турецких пашей, занимавших приморские крепости. Там ему удалось распространить свое влияние на закубанских черкесов. 